# マスウード (モグーリスタン)
マスウード（Masud、生没年不詳）は、今の中国西北部新疆ウイグル自治区にあったトルファン・ハン国の第4代目ハン（スルタン）。

## 概要
トルファン・ハン国初代ハンのアフマド・アラクの孫で、同3代目ハンのシャーの従弟。
1565年にシャーがオイラトとの戦いで死亡すると即位した。1570年、ヤルカンド・ハン国のアブドゥル・カリームがトルファンに東征、マスウードは捕虜となり、トルファン・ハン国は滅んだ。